# Montpon-Ménestérol
Montpon-Ménestérol är en kommun i departementet Dordogne i regionen Nouvelle-Aquitaine i sydvästra Frankrike. Kommunen ligger i kantonen Montpon-Ménestérol som tillhör arrondissementet Périgueux. År 2022 hade Montpon-Ménestérol 5 845 invånare.

## Befolkningsutveckling
Antalet invånare i kommunen Montpon-Ménestérol
Referens:INSEE